# IR8
L'IR8 est une variété cultivée de riz sélectionnée par l'Institut international de recherche sur le riz (IRRI) en 1966.
On considère que cette variété, surnommée par la suite « riz miracle », a permis d'éviter la famine et qu'elle nourrit aujourd'hui des milliards de personnes.
La variété IR8 est issue d'un croisement réalisé en 1962 par Peter Jennings entre une variété chinoise naine, 'Dee-geo-woo-gen' (DGWG) et une variété indonésienne haute, 'Peta', dont il obtint 160 graines qui sont à l'origine d'un processus fascinant. Ce croisement était le huitième d'une série de 38 croisement entre diverses variétés réalisés alors à l'IRRI, d'où son nom de 'IR8'. 